# Balapur
Balapur è una città dell'India di 39.493 abitanti, situata nel distretto di Akola, nello stato federato del Maharashtra. In base al numero di abitanti la città rientra nella classe III (da 20.000 a 49.999 persone).

## Geografia fisica
La città è situata a 20° 41' 16 N e 76° 46' 13 E.

## Società

### Evoluzione demografica
Al censimento del 2001 la popolazione di Balapur assommava a 39.493 persone, delle quali 20.379 maschi e 19.114 femmine. I bambini di età inferiore o uguale ai sei anni assommavano a 6.630, dei quali 3.393 maschi e 3.237 femmine. Infine, coloro che erano in grado di saper almeno leggere e scrivere erano 27.140, dei quali 14.934 maschi e 12.206 femmine.